# Creme Puff
Creme Puff (3 augustus 1967 – 6 augustus 2005) was een huiskat, eigendom van Jake Perry uit Austin, Texas, USA. Ze was de oudste kat ooit geregistreerd, volgens de 2010-editie van Guinness World Records, totdat ze stierf op de leeftijd van 38 jaar en 3 dagen.
Perry had nog een kat, Granpa Rex Allen, die volgens hem op 1 februari 1964 in Paris, Texas, werd geboren en op 1 april 1998 op 34-jarige leeftijd en 59 dagen stierf. Granpa, de zesde oudste kat ooit gekend, werd postuum uitgeroepen tot Kat van het Jaar 1999 door het tijdschrift Cats & Kittens. Hij was te zien in een eerdere versie van het Guinness World Records als de (toen) oudste kat ooit. De oudste huidige levende kat is Flossie, die anno 2022 het record heeft.

## Levensstijl
De eigenaar van Creme Puff, Jake Perry, zei dat haar dieet bestond uit droog kattenvoer aangevuld met broccoli, eieren, kalkoenspek,
, koffie met room en - om de twee dagen - "een pipet vol rode wijn". Perry beweerde dat dit dieet de sleutel was tot haar lange levensduur en dat de wijn "door de slagaders circuleerde".
Perry hield Creme Puff ook erg actief in huis en veranderde zijn garage in een bioscoop die natuurdocumentaires voor zijn katten speelde. In de muren van Perry's huis waren houten trappen gebouwd waar de katten op konden klimmen, en Perry had een afgeschermde omheining in zijn achtertuin gebouwd zodat zijn huisdieren, waaronder Creme Puff, van het buitenleven konden genieten.